# Croton zeylanicus
Espèce
Croton zeylanicus est une espèce de plantes à fleurs du genre Croton et de la famille des Euphorbiaceae, présente dans le sud-ouest de l'Inde et au Sri Lanka.
Elle a pour synonymes :
- Croton hypoleucus, Dalzell, 1851
- Oxydectes zeylanica (Müll.Arg.) Kuntze